# Cool Girl (Lied)
Cool Girl ist ein Lied der schwedischen Sängerin und Songwriterin Tove Lo. Am 4. August 2016 wurde Cool Girl als erste Singleauskopplung aus ihrem zweiten Album Lady Wood unter dem Label Island Records veröffentlicht. Cool Girl ist ein Elektropop Lied, welches von Tove Lo, Ludvig Söderberg und Jakob Jerlstörm geschrieben wurde, wobei die beiden letzten genannten den Song auch unter dem Namen The Struts produziert haben.

## Format
Download (Single)
1. Cool Girl (Explicit)
2. Cool Girl (Edited)

## Kommerzieller Erfolg

### Chartplatzierungen
| ChartsChartplatzierungen       | Höchstplatzierung | Wochen |
| ------------------------------ | ----------------- | ------ |
| Deutschland (GfK)              | 43 (15 Wo.)       | 15     |
| Österreich (Ö3)                | 53 (13 Wo.)       | 13     |
| Schweden (GLF)                 | 15 (16 Wo.)       | 16     |
| Schweiz (IFPI)                 | 49 (15 Wo.)       | 15     |
| Vereinigte Staaten (Billboard) | 84 (5 Wo.)        | 5      |
| Vereinigtes Königreich (OCC)   | 46 (14 Wo.)       | 14     |

### Auszeichnungen für Musikverkäufe
In Australien konnte sich der Song über 35.000 mal verkaufen und wurde mit Gold ausgezeichnet. In Neuseeland wurde der Song ebenfalls mit Gold ausgezeichnet, dort konnte es sich über 15.000 mal verkaufen. Durch 25.000 Verkäufe in Italien, wurde der Song dort ebenfalls mit Gold ausgezeichnet. In Schweden, Los Heimat, konnte sich der Song über 40.000 mal verkaufen und wurde dort mit Platin ausgezeichnet.
| Land/Region                  | Auszeichnungen für Musikverkäufe (Land/Region, Auszeichnung, Verkäufe) | Verkäufe  |
| ---------------------------- | ---------------------------------------------------------------------- | --------- |
| Australien (ARIA)            | Gold                                                                   | 35.000    |
| Brasilien (PMB)              | 2× Platin                                                              | 120.000   |
| Dänemark (IFPI)              | Platin                                                                 | 90.000    |
| Deutschland (BVMI)           | Gold                                                                   | 200.000   |
| Frankreich (SNEP)            | Gold                                                                   | 66.666    |
| Italien (FIMI)               | Gold                                                                   | 25.000    |
| Neuseeland (RMNZ)            | Platin                                                                 | 30.000    |
| Polen (ZPAV)                 | Platin                                                                 | 20.000    |
| Schweden (IFPI)              | Platin                                                                 | 40.000    |
| Vereinigte Staaten (RIAA)    | Platin                                                                 | 1.000.000 |
| Vereinigtes Königreich (BPI) | Silber                                                                 | 200.000   |
| Insgesamt                    | 1× Silber · 3× Gold · 7× Platin ·                                      | 1.826.666 |